# Friedrich von Scheibler

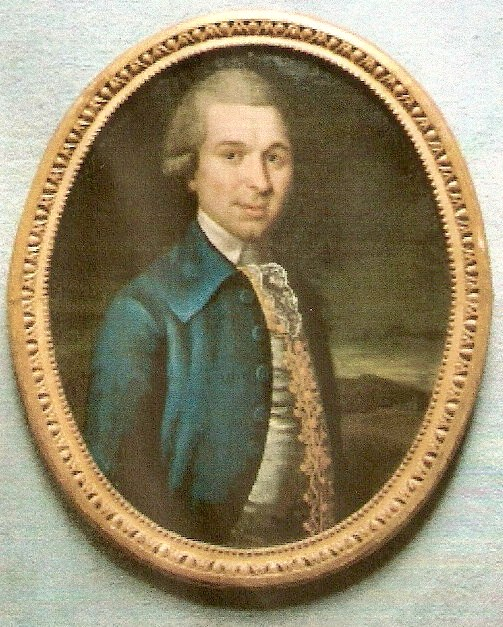
Friedrich von Scheibler

Friedrich von Scheibler (* 1. März 1777 in Monschau; † 3. April 1824 in Iserlohn) war ein deutscher Tuchfabrikant und Maire von Iserlohn.

## Leben und Wirken
Der jüngste Sohn des 1781 geadelten Tuchfabrikanten Bernhard Georg von Scheibler (1724–1786) und der Clara Maria Moll (1733–1802) aus Remscheid-Lennep, sowie Vetter des Krefelder Samtfabrikanten Johann Heinrich Scheibler durchlief wie die Mehrheit seiner Brüder und Onkel eine Ausbildung zum Tuchhändler und Tuchfabrikanten. Während die meisten dieser Verwandten aus der Unternehmerfamilie Scheibler seit dem Zuzug von Friedrichs Großvater Johann Heinrich Scheibler in den Raum Monschau und Eupen auch dort tätig waren, hatte sich Friedrichs Vater Bernhard zunächst nach Hagen und später nach Herdecke orientiert, wo er eigene Betriebe gründete. Nachdem Bernhard von Scheibler, der sein Hagener Unternehmen bereits 1765 aufgegeben hatte, sich später wieder nach Monschau und Eupen zurück orientierte, übernahm Friedrich die Herdecker Firma seines Vaters und verlagerte diese nach Iserlohn. Durch familiäre und geschäftliche Verknüpfungen der Familie seiner Mutter Clara Moll mit den einflussreichen Tuchfabrikantenfamilien Harkort und Rupe lernte der junge Friedrich von Scheibler, Theodore Luise Rupe (1778–1853) kennen, die einzige Tochter des wohlhabenden Iserlohner Tuchhändlers und Fabrikanten Johannes Rupe (1730–1787). Er heiratete die Alleinerbin des Handelshauses „Johannes Rupe Wwe. & Co“ im Jahr 1797. Durch diese Heirat übernahm Friedrich von Scheibler auch die Firma seiner Frau und verschmolz diese mit seiner eigenen Tuchfabrik. Dank seiner vielfältigen Handelskontakte im gesamten Rheinland und dem damit verbundenen wirtschaftlichen Aufschwung, von dem die Stadt Iserlohn besonders in der Zeit der französischen Besatzung profitierte, und auf Grund seiner vorbildhaften Arbeitsweise wurde Scheibler als „Zugereister“ schnell von der Iserlohner Kaufmannschaft akzeptiert, die ihn auch bald zu ihrem Sprecher wählten. Das Handelshaus „Scheibler & Rupe“ selbst sowie Friedrich von Scheibler und seine Frau zählten auch auf Grund der enormen Erbsummen aus der Familie Rupe alsbald zu den reichsten Vertretern der Stadt Iserlohn. 
Im Jahre 1808 wurde Scheibler dank seiner herausragenden Stellung zum Maire von Iserlohn im Arrondissement Hagen des Département de la Roer im Rheinbundstaat Herzogtum Berg gewählt sowie zum großherzoglichen Staatsrat und zum kaiserlichen „Capitaine de chasse“ (Jägerhauptmann) ernannt. Nach dem Abzug der Franzosen wurde Scheibler zum Major der preußischen Landwehr ernannt.
Neben seinen beruflichen Verpflichtungen lag das Interesse Scheiblers an intensiven Kontakten mit gesellschaftlichen und religiösen Gruppierungen. So zählte er am 16. September 1802 zu den Mitbegründern der Iserlohner „Gesellschaft Harmonie“, von der aus es viele Querverbindungen zur Iserlohner Freimaurerloge gab.
Weiterhin gründete er am 1. Dezember 1814 die Märkische Bibelgesellschaft, deren erster Präsident er wurde und zu deren weiteren prominenten Präsidiumsmitgliedern der ersten Stunde auch der spätere Landrat Peter Eberhard Müllensiefen gehörte, den er schon lange kannte und schätzte. Daraus resultierte ein Jahr später Scheiblers Beitritt in die Herrnhuter Brüdergemeine, die sich in Iserlohn um den engagierten Pfarrer Johann Abraham Strauß schon seit geraumer Zeit gruppiert hatte und der auch Müllensiefen als vehementer Vertreter des Swedenborgismus sowie der spätere erste Oberpräsident Westfalens Ludwig Freiherr von Vincke als Patron angehörten.
Darüber hinaus zählte Scheibler wiederum zusammen mit Müllensiefen, Vincke, seinem Verwandten Johann Caspar Harkort und anderen zu den Mitgliedern des „Literarischen Vereins der Grafschaft Mark“, der zu jenem Zeitpunkt unter der Leitung des Schwerter Arztes und Universalgelehrten Friedrich Bährens stand und von 1814 bis 1860 bestand. 
Nach dem Tod Friedrich von Scheiblers wurde ihm zu Ehren in Iserlohn noch eine Straße nach ihm benannt.

## Familie

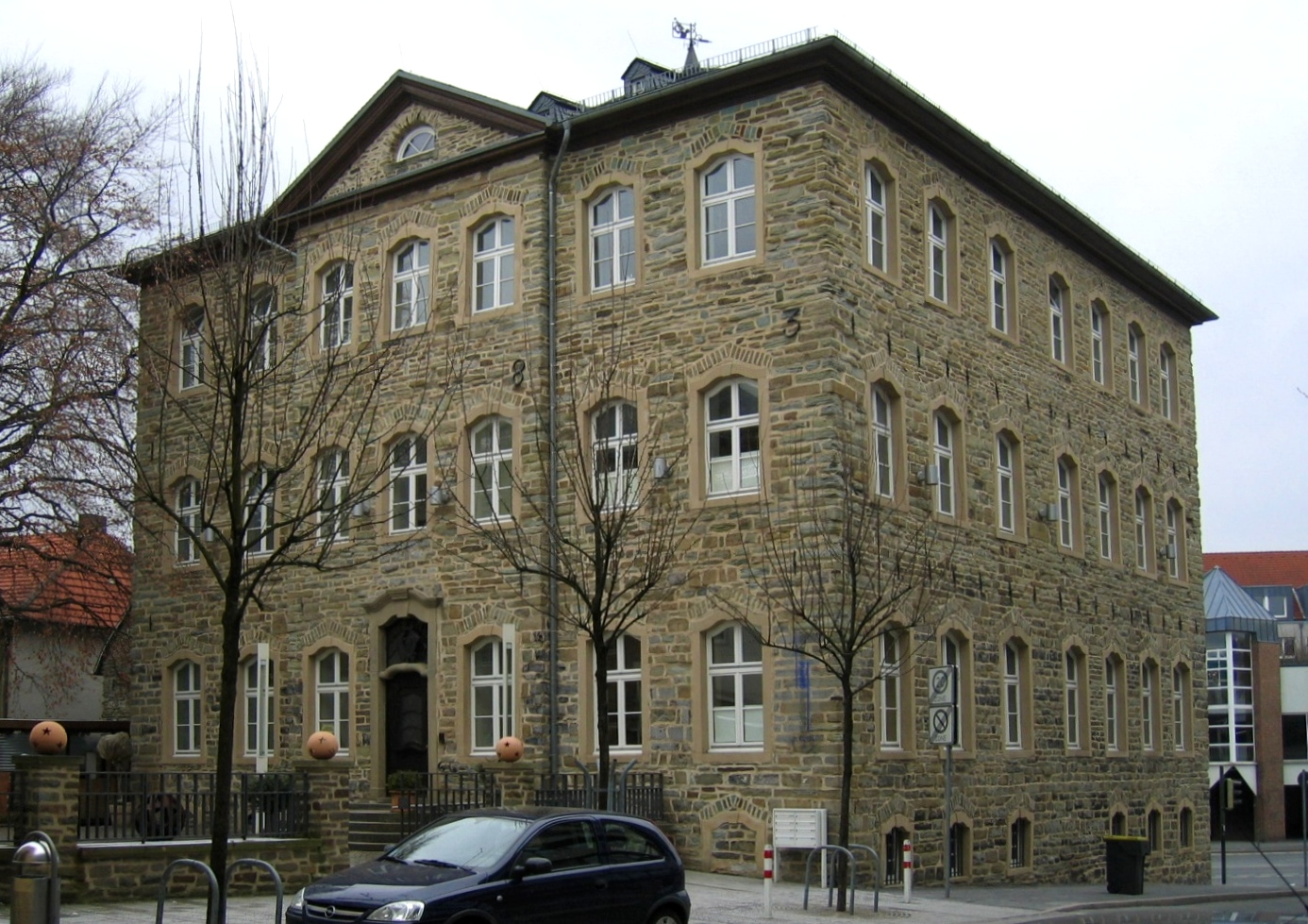
von Scheiblersche Haus Iserlohn

Aus seiner Ehe mit Theodore Luise Rupe gingen ein Sohn und vier Töchter hervor. Sein Sohn Friedrich, von Scheibler, jun. (1803–1828) verstarb jedoch bereits nur vier Jahre nach seinem Vater und ein Jahr nach seiner Heirat mit Emilie Pastor (* 1800) aus Aachen, kurz vor der Geburt seiner Tochter Frieda (* 1827), die den späteren Bonner Kirchenhistoriker Wilhelm Ludwig Krafft heiratete. 
Luise Rupe brachte das 1783 erbaute elterliche Wohnhaus mit in die Ehe, welches seit ihrer Heirat und bis heute als das von Scheiblersche Haus bekannt ist. Nach dem Tod ihres Sohnes zog sie in das Haus Villigst im Ort Villigst bei Schwerte, dessen Erbauer und Besitzer Ludwig Freiherr von Elverfeldt ihre älteste Tochter Julie (* 1800) geheiratet hatte, und wo sie sich um ihre sechs Enkelkinder sorgte. Das Von Scheiblersche Haus verkaufte sie an die Stadt Iserlohn, die darin zunächst eine Schule, später das Arbeitsamt, danach vorübergehend das Bauamt einrichtete. Schließlich diente es noch einige Jahre als Funkhaus des Senders Radio MK und beherbergt derzeit die städtische Gemäldegalerie.